# Klaus Fruchtnis
Klaus Fruchtnis (* 1978) je kolumbijský fotograf, digitální umělec a lektor. Má diplom z vizuálního umění z Rennes a titul magistr umění a digitálních médií ze Sorbonny. Jeho výzkum je založen na oblasti fotografie, multimédií, digitální kresby a experimentování s médii. Souvisí se slovem „vesmír“ a je charakteristický svým itinerářem a způsobem vývoje v posledních letech. Zpochybňuje obraz, jeho původ a jeho výskyt v současném uměleckém světě prostřednictvím nových technologií a různých způsobů vnímání umění i toho, jak ovlivňují náš každodenní život. V listopadu 2014 byl jmenován předsedou fotografie na Paris College of Art.
Klaus Fruchtnis se narodil v Kolumbii v roce 1978.

## Umělecké dílo
Jeho umělecká díla byla mezinárodně vystavována včetně kulturního centra Matadero, Huesca; Nuit Blanche 2014, Bogotá ; Fabbrica del Vapore, Milán; Nuit Blanche 2013, Montreal; La Friche Kodak, Sevran; Museo de la Fotografía, Lima; Centre Georges Pompidou, Paříž; La Criée Centre d'Art Contemporain, Rennes; Umělecké centrum Proekt Fabrika, Moskva; ArtBo, Bogotá; Sydney Olympic Park, Sydney; Museo de Arte Moderno, Medellín; AAF Contemporary Art Fair, New York; Toronto International Art Fair, Toronto; Galerie Marina Kessler, Miami; Muestra 2, Mexiko.

## Vybrané rozhovory
- "Artista. Institución. Territorio" (23. května 2014), Hangar, Barcelona, Španělsko[6]

- "Lab Life" (7. prosince 2013), La Gaîté Lyrique, Paříž, Francie[7]

## Vybrané publikace
- "Cross Urban" (s Cynthia Lawson Jaramillo), CitiesPlus[8]